# Deinopa helicon
Deinopa helicon är en fjärilsart som beskrevs av Druce. Deinopa helicon ingår i släktet Deinopa och familjen nattflyn. Inga underarter finns listade i Catalogue of Life.